# Железная дорога Тансюй
Часто описываемая как первая железная дорога Китая, была узкоколейная линия на угольной шахте в уезде Кайпин (кит. 開平), расположенная в Таншане, провинция Хэбэй. Тем не менее, она не является полноценной железной дорогой. Первые попытки построить железную дорогу были сделаны в 1876 году, когда началось строительство короткой линии Шанхай-Усун, которое так и не завершилось.

## История
Кантонский купец Тан Тиншу (кит. 唐廷樞), являвшийся переводчиком правительства Гонконга, впоследствии стал компрадором компании Jardine Matheson в Шанхае. В 1878 году Тан, будучи главой China Merchants, начал свою деятельность по добыче угля в уезде Кайпин (Цзянмынь, провинция Гуандун) при поддержке мощного наместника Чжили, Ли Хунчжана.
Первый шахтный ствол был запущен в Туншане в 1879 году китайской инженерной компанией CEMC под руководством английского горного инженера Роберта Барнетта, MICE. Для транспортировки угля из шахты судами по реке до Бэйтана было необходимо преодолевать расстояние в около 48 километров, и Тан Тиншу так и не смог получить разрешение на строительство железной дороги для этой цели.

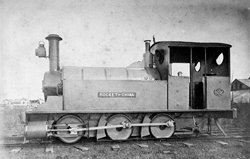
Ракета Китая

### Канал Лутай
Изначально был построен речной канал между поселениями Лутай (кит. 蘆台) и Сюйгэчжуан (кит. 胥各庄), который, тем не менее, не соединял нужные точки. В конечном итоге, Тан получил разрешение использовать конку, и ответственность за ее строительство была возложена на английского инженера Клода Киндера. Строительство путей было завершено в 1881 году.
Киндер настаивал на строительстве путей по европейской колее 1435 мм, чтобы убедиться, что линия могла быть превращена в полноценную железную дорогу. Кроме того, он приступил к строительству паровоза с помощью котла и других частей парового двигателя, заимствованных из шахты. После известия об этом, создание двигателя было остановлено, пока Ли Хунчжан не дал разрешения на продолжение. В результате, 9 июня 1881 года самодельный паровоз 2-4-0, названный Ракетой Китая, был введен в эксплуатацию на линии.

### Первые импортные локомотивы
Запуск «ракеты» был очень успешным, и в июне 1882 года два локомотива 0-6-0 были заказаны на заводе Стефенсона, расположенном в Ньюкасле. Они прибыли в октябре и получили номера 2 и 3. Это были два первых стандартных локомотива из когда-либо ввезенных в Китай. Хотя некоторые источники утверждают, что двигатель от 0-4-0 под номером «0», который в настоящее время хранится в пекинском музее, был первым импортным двигателем в Китае, но это, скорее всего, неточная информация.

### Строительство дороги до Лутая
В то время как шахтная железная дорога Кайпин продолжала эксплуатироваться, оппозиция Императорского двора не позволила любое дальнейшее развитие железных дорог в Китае в течение нескольких лет. Однако, поскольку канал покрывается льдом в течение зимних месяцев, горнодобывающей компании удалось в 1886 году получить разрешение на продление линии вплоть до Лутая. Продление осуществлялось вновь образованной Кайпинской железнодорожной компанией (кит. трад. 開平鐵路公司, упр. 开平铁路公司, пиньинь Kaiping Tiehlu Gongsi), отдельно финансируемой горнодобывающей компанией. Руководителем был назначен У Тинфан, изучавший право в Англии.
При содействии молодого инженера, окончившего американский университет (студент миссии Юн Вина), Куан Цзинъяна (кит. 邝景扬), строительством руководил Киндер, и оно было завершено в апреле 1887 года. Для этого ввозились немецкие рельсы, а также десяти-колесный локомотив 2-6-2 из Нью-Джерси (№ 4), и сорок 10-тонных угольных вагонов.

### Продолжение строительства дороги до Дагу и Тяньцзиня
Вскоре, наместник Чжили, Ли дал разрешение на дальнейшее строительство дороги от Бэйтана до крепости Дагу в военных целях. Киндеру было поручено исследовать маршрут пролегания линии. Ли пришлось преодолеть сопротивление Императорского двора, и в итоге, было получено разрешение на строительство линии до Тяньцзиня длиной в 80 километров. Киндер стал главным инженером компании China Railway Company, а также были наняты ещё несколько иностранных инженеров. Весь проект был завершен в течение четырнадцати месяцев, с ограниченным оборотом поездов, начиная с августа 1888 года.
Этот период в Китае был не самым благоприятным для развития железных дорог. В разное время проходили беспорядки против железной дороги, и, в одном случае был нанесен ущерб в тысячи долларов для горно-шахтного оборудования на шахте Туншань, когда разразилась жестокая вражда между кантонскими и северными китайскими рабочими. Еще одним серьезным ударом была первая железнодорожная авария в Китае, произошедшая 25 марта 1889 года, когда случилось лобовое столкновение между двумя поездами в Цзюньлянчэн (район Дунли). Машинист поезда, англичанин М.Джарвис, долго ждал встречный поезд на разъезде и вышел на участок до его прибытия. В результате столкновения, четыре вагона загорелись и было несколько раненых и погибших людей. Один машинист, Доусон выжил, однако второй, Джарвис, один пожарный и семь пассажиров погибли в результате аварии, при этом большая часть через несколько дней от полученных ожогов и травм. Свидетелями утверждалось, что Джарвис был сильно пьян до аварии. В апреле 1888 года, после завершения строительства стального моста через реку Хайхэ, в самом центре Тяньцзиня начались беспорядки с местными лодочниками, которые опасались, что железная дорога будет вредить их интересам. Ли приказал разрушить мост динамитом, в результате чего компания понесла убытки в размере £8000 и ей предстояли долгие месяцы работы.

### Линия до Пекина и до Шаньхайгуаня
Вскоре после завершения строительства участка до Тяньцзиня было дано разрешение на строительство дороги в западном направлении до Пекина, и на северо-восток, в сторону Великой Китайской стены. Оппозиция препятствовала строительству линии к Пекину, однако на север линия строилась, в конце 1890 года она дошла до Гуе, в 1892 году до Ланьчоу, и в 1893 году до Шаньхайгуаня. Линия была передана под контроль вновь сформированному Китайскому императорскому железнодорожному управлению (кит. трад. 鐵路總公司, упр. 铁路总公司, пиньинь Tiělù Zǒng Gōngsī, палл. Телу Цзун Гунсы).
Именно в этот период строительства Чжань Тянью присоединился в 1888 году в качестве кадета инженера под наблюдением Киндера. Киндер высоко оценил талант молодого инженера и вскоре назначил его первым резидентом, а затем и окружным инженером. В целом, Чжань работал на различных участках этой дороги 12 лет. Позже, Чжань получил международное признание в качестве инженера, построившего без иностранной помощи императорскую железную дорогу Пекин-Калган, известную под названием Цзинбао.

### Маньчжурия
После появились планы продолжить железную дорогу на северо-восток за пределы Шаньхайгуаня до Цзиньчжоу, Шэньяна и Гирина. Однако, из-за войны с Японией (1894—1895), необходимые средства отсутствовали. К 1896 году путь был проложен на 64 километра, до Чжунхэсо (кит. 中河所). Потери Китая в войне с Японией привели к отдалению Ли Хунчжана от власти, и за ним пришло новое руководство. После короткой борьбы за власть между конкурирующими фракциями, Шэн Сюаньхуаю удалось получить контроль над организацией, где он назначил своих сторонников, в том числе Ху Юйфэня, который был назначен ответственным за «северную» железную дорогу, в 1897 году официально названную «Имперской железной дорогой Северного Китая» (кит. трад. 關內外鐵路, упр. 关内外铁路, пиньинь Guān Nèiwài Tiělù, палл. Гуань Нэйвай Телу).

### Станция Мацзябао
В 1898—1899 годы был согласован и осуществлен британский заем в размере ₤ 2 300 000, с целью продления линии на север до Синьминя и строительства ветки от Гоубанцзы до Инкоу. Заемными средствами управляло совместное британско-китайское предприятие, а также компании HSBC и Jardine Matheson. Несмотря на возражения со стороны русских, со своими интересами на китайской территории в Маньчжурии, линия до Чиньчоу была закончена в 1899 году. В западном направлении железная дорога достигла района Фэнтай и затем, в 1897 году, Мацзябао, конечной остановки за пределами Пекина. В это же время компания Siemens построила электрическую трамвайную линию до Юндинмэня, открытую для эксплуатации в 1899 году.

### Боксёрское восстание
Большим потрясением для железной дороги было Боксёрское восстание 1900 года, принесшее полное прекращения прогресса строительства дороги, а также привело к разрушению большой части существующей железной дороги вокруг Пекина. Кроме того, был убит новый управляющий железной дорогой, Сюй Цзинчэн. Сюя заменил его предшественник, Ху Юйфэнь, при котором проходили сто дней реформ, включавшие и активное строительство железных дорог.

### Комментарии
1. ↑  Китайское название этой компании является английским эквивалентом «Kaiping Mining Bureau» (кит. трад. 開平礦務局, упр. 開平矿务局, пиньинь Kaiping Kuangwuju, палл. Кайпин Куануцзюй), но Тан Тиншу решил использовать в качестве официального названия английское «Chinese Engineering and Mining Company».[6]
2. ↑  Барнетт умер 19 августа 1883 года, после заражения брюшным тифом во время добычи меди и железа на Янцзы в 1882 году. Клод Киндер был назначен на его место главным инженером в Туншане[7]
3. ↑  Киндер также известен в приморском курорте Бэйдайхэ, где ему приписывают строительство первого на береговой линии коттеджа после обнаружения потенциал этого района как курортного.[9] Существует также новый музей горного дела в Таншане, где Киндер признан уважаемым пионером инженерии.
4. ↑  Значение этого английского названия «Rocket» для паровоза не было полностью понятно для местных китайских шахтеров, которые называли этого маленького «монстра» не иначе как «драконом» (кит. 龙号), . В знак уважения к китайскому предпочтению в названии, Киндер изготовил пару медных драконов для украшения локомотива по бокам от пластины с английским названием[10][11])
5. ↑  По данным архивов Стефенсона, рабочие номера этих двигателей (заказанных через лондонского агента компании, Джеймса Уиттолла), были 2397 и 2398, и Киндер описывал их как связанные 42" колеса и 10½"x 18" цилиндры.
6. ↑  По мнению многих китайских исследователей истории железной дороги, этот локомотив, скорее всего, собран из деталей локомотива весом 8 тонн, построенного в 1887 год компанией Black, Hawthorn & Co (Works No. 869). Эта информация получена из рабочих записей и 25 июня 1888 года опубликовано изданием «Celestial Times» (Шанхай). Там указывается, что такой двигатель был ввезен в Тяньцзинь 14 июня 1888 года и что этот двигатель предназначался для работы на «Northern Railway». Сроки прибытия этого двигателя в 1888 году также совпадают с размещением рекламы Black, Hawthorn в «The London and China Express» в январе 1888 года, что позволяет предполагать, что эта компания в то время занимался некоторой ограниченной коммерческой деятельностью в Китае[14].
7. ↑  Производства Крупп.
8. ↑  Железнодорожная станция фактически расположена на противоположной стороне реки, в районе Тангу
9. ↑  Выписки из личного дневника Уильяма Балмера, 1881—1884 (который был нанят CE&MC в Таншане в качестве котельного производителя). [16]
10. ↑  Локомотивы в это время управлялись, в основном, английскими машинистами и несколькими местными китайцами, при этом все работали под надзором суперинтенданта G.D. Churchwood. Департамент транспорта возглавил менеджер R.W. Lemmon с двумя английскими сотрудниками. Младший китайский станционный смотритель, который пытался удержать британского машиниста, был частично обвинен в этой аварии. Английская пресса в Шанхае обвинила железнодорожную компанию в ее «не состоянии нанять достаточное количество иностранных охранников и контролеров».[18]
11. ↑  В это время также началось строительство южной магистральной линии от Лугоуцяо до Ханькоу, но Ху за эту работу не отвечал. Киндер и его инженерно-технический персонал, однако, провел обследование и начал строительство первого участка этой железной дороги до Баодина в 1887-1889 годы. В 1899 году английские инженеры были бесцеремонно отдалены от этой работы, будучи заменен бельгийским синдикатом.